# Рыхотка (Липецкая область)
Рыхотка — деревня Данковского района Липецкой области в составе Октябрьского сельсовета.

## География
В деревне имеются две улицы: Молодёжная и Садовая.
Расположена на правом берегу реки Рыхотка, на востоке граничит с селом Воскресенское.
Южнее Рыхотки проходит автомобильная дорога 42К−082.

## Население
| 1859 | 1906 | 2010 |
| ---- | ---- | ---- |
| 474  | ↗510 | ↘148 |

Население деревни в 2009 году составляло 152 человека (59 дворов), в 2015 году 148 человек.